# Temporada 1997-98 de los Dallas Mavericks
La temporada 1997-98 fue la decimoctava de los Dallas Mavericks en la NBA. La temporada regular acabó con 20 victorias y 62 derrotas, ocupando el décimo puesto de la conferencia Oeste, no logrando clasificarse para los playoffs.

## Elecciones en elDraft
| Ronda | Puesto | Jugador     | Posición | Nacionalidad   | Universidad |
| ----- | ------ | ----------- | -------- | -------------- | ----------- |
| 1     | 15     | Kelvin Cato | Pívot    | Estados Unidos | Iowa State  |
| 2     | 34     | Bubba Wells | Alero    | Estados Unidos | Austin Peay |

## Temporada regular
| División Medio Oeste     | División Medio Oeste | División Medio Oeste | División Medio Oeste | División Medio Oeste | División Medio Oeste | División Medio Oeste | División Medio Oeste | División Medio Oeste |
| Equipo                   | G                    | P                    | %                    | PD                   | Casa                 | Fuera                | Div                  |                      |
| ------------------------ | -------------------- | -------------------- | -------------------- | -------------------- | -------------------- | -------------------- | -------------------- | -------------------- |
| z-Utah Jazz              | 62                   | 20                   | .756                 | –                    | 36–5                 | 26–15                | 22–2                 |                      |
| x-San Antonio Spurs      | 56                   | 26                   | .683                 | 6                    | 31–10                | 25–16                | 18–6                 |                      |
| x-Minnesota Timberwolves | 45                   | 37                   | .549                 | 17                   | 26–15                | 19–22                | 14–10                |                      |
| x-Houston Rockets        | 41                   | 41                   | .500                 | 21                   | 24–17                | 17–24                | 14–10                |                      |
| Dallas Mavericks         | 20                   | 62                   | .244                 | 42                   | 13–28                | 7–34                 | 9–15                 |                      |
| Vancouver Grizzlies      | 19                   | 63                   | .232                 | 43                   | 14–27                | 5–36                 | 4–20                 |                      |
| Denver Nuggets           | 11                   | 71                   | .134                 | 51                   | 9–32                 | 2–39                 | 3–21                 |                      |

## Estadísticas

### Temporada regular
| Rk | Jugador          | Edad | Pos. | P  | PT | MP   | TC  | TCI  | %TC  | T3  | T3I | %T3  | TL  | TLI | %TL   | RO  | RD  | RT  | AS  | RB  | TAP | BP  | FP  | PTS  |
| -- | ---------------- | ---- | ---- | -- | -- | ---- | --- | ---- | ---- | --- | --- | ---- | --- | --- | ----- | --- | --- | --- | --- | --- | --- | --- | --- | ---- |
| 1  | Michael Finley   | 24   | SF   | 82 | 82 | 41.4 | 8.2 | 18.4 | .449 | 1.1 | 3.0 | .357 | 4.0 | 5.1 | .784  | 1.8 | 3.5 | 5.3 | 4.9 | 1.6 | 0.4 | 2.7 | 2.0 | 21.5 |
| 2  | Dennis Scott     | 29   | SF   | 52 | 42 | 34.6 | 5.0 | 12.8 | .387 | 1.8 | 5.3 | .344 | 1.9 | 2.3 | .822  | 0.8 | 3.0 | 3.8 | 2.5 | 0.8 | 0.6 | 1.8 | 2.3 | 13.6 |
| 3  | A.C. Green       | 34   | PF   | 82 | 68 | 32.3 | 3.0 | 6.5  | .453 | 0.0 | 0.0 | .000 | 1.4 | 2.0 | .716  | 2.7 | 5.5 | 8.1 | 1.5 | 1.0 | 0.3 | 0.8 | 1.9 | 7.3  |
| 4  | Cedric Ceballos  | 28   | SF   | 12 | 9  | 30.3 | 6.3 | 13.1 | .478 | 0.5 | 1.7 | .300 | 3.9 | 5.1 | .770  | 2.0 | 4.0 | 6.0 | 2.1 | 0.9 | 0.7 | 2.8 | 2.4 | 16.9 |
| 5  | Hubert Davis     | 27   | SG   | 81 | 30 | 29.4 | 4.3 | 9.5  | .456 | 1.2 | 2.8 | .439 | 1.2 | 1.4 | .836  | 0.4 | 1.7 | 2.1 | 1.9 | 0.5 | 0.1 | 1.1 | 1.4 | 11.1 |
| 6  | Shawn Bradley    | 25   | C    | 64 | 46 | 28.5 | 4.7 | 11.1 | .422 | 0.0 | 0.0 | .333 | 2.0 | 2.8 | .722  | 2.6 | 5.5 | 8.1 | 0.9 | 0.8 | 3.3 | 1.5 | 3.3 | 11.4 |
| 7  | Samaki Walker    | 21   | PF   | 41 | 19 | 25.0 | 3.8 | 7.8  | .486 | 0.0 | 0.0 | .000 | 1.3 | 2.4 | .546  | 2.3 | 5.0 | 7.4 | 0.6 | 0.7 | 1.0 | 1.5 | 3.1 | 8.9  |
| 8  | Robert Pack      | 28   | PG   | 12 | 10 | 24.3 | 2.8 | 8.2  | .337 | 0.3 | 0.5 | .500 | 2.1 | 3.0 | .694  | 0.7 | 2.2 | 2.8 | 3.5 | 1.7 | 0.1 | 3.2 | 1.4 | 7.8  |
| 9  | Khalid Reeves    | 25   | PG   | 82 | 54 | 23.8 | 3.0 | 7.2  | .418 | 0.7 | 1.9 | .368 | 2.0 | 2.6 | .775  | 0.7 | 1.6 | 2.3 | 2.8 | 1.0 | 0.1 | 1.6 | 2.4 | 8.7  |
| 10 | Erick Strickland | 24   | SG   | 67 | 19 | 22.5 | 3.0 | 8.3  | .357 | 0.7 | 2.4 | .294 | 1.0 | 1.3 | .774  | 0.5 | 1.9 | 2.4 | 2.5 | 0.8 | 0.1 | 1.6 | 2.1 | 7.6  |
| 11 | Shawn Respert    | 25   | SG   | 10 | 0  | 21.5 | 3.6 | 8.4  | .429 | 0.6 | 2.6 | .231 | 0.4 | 0.7 | .571  | 0.7 | 2.0 | 2.7 | 1.7 | 0.5 | 0.0 | 1.5 | 1.7 | 8.2  |
| 12 | Chris Anstey     | 23   | C    | 41 | 8  | 16.6 | 2.2 | 5.6  | .398 | 0.1 | 0.4 | .188 | 1.3 | 1.8 | .716  | 1.3 | 2.5 | 3.8 | 0.9 | 0.8 | 0.7 | 1.0 | 2.3 | 5.9  |
| 13 | Martin Müürsepp  | 23   | PF   | 41 | 7  | 14.7 | 2.0 | 4.7  | .435 | 0.4 | 0.9 | .421 | 1.2 | 1.6 | .761  | 1.1 | 1.7 | 2.8 | 0.7 | 0.7 | 0.3 | 0.7 | 2.3 | 5.7  |
| 14 | Kurt Thomas      | 25   | PF   | 5  | 0  | 14.6 | 3.4 | 9.0  | .378 | 0.0 | 0.0 |      | 0.6 | 0.6 | 1.000 | 1.6 | 3.2 | 4.8 | 0.6 | 0.2 | 0.0 | 2.0 | 3.8 | 7.4  |
| 15 | Eric Riley       | 27   | C    | 39 | 14 | 13.9 | 1.4 | 3.5  | .415 | 0.0 | 0.0 | .000 | 0.7 | 0.9 | .750  | 1.1 | 2.3 | 3.4 | 0.6 | 0.4 | 1.2 | 0.9 | 2.1 | 3.6  |
| 16 | Kevin Ollie      | 25   | PG   | 16 | 0  | 13.4 | 0.9 | 2.6  | .333 | 0.0 | 0.0 |      | 1.1 | 1.6 | .720  | 0.4 | 0.9 | 1.3 | 2.0 | 0.4 | 0.0 | 1.0 | 1.0 | 2.9  |
| 17 | Bubba Wells      | 23   | SG   | 39 | 2  | 10.1 | 1.2 | 3.0  | .414 | 0.0 | 0.2 | .167 | 0.8 | 1.1 | .721  | 0.6 | 1.2 | 1.7 | 0.9 | 0.4 | 0.1 | 0.8 | 1.0 | 3.3  |
| 18 | Adrian Caldwell  | 31   | PF   | 1  | 0  | 3.0  | 0.0 | 0.0  |      | 0.0 | 0.0 |      | 0.0 | 0.0 |       | 0.0 | 0.0 | 0.0 | 0.0 | 0.0 | 0.0 | 0.0 | 0.0 | 0.0  |